# Stormers Sporting Club
El Stormers Sporting Club, más conocido simplemente como Stormers, es un club de fútbol de la ciudad de Sucre, Bolivia. Fue fundado el 25 de enero de 1914, por jóvenes estudiantes del Colegio Sagrado Corazón. Actualmente juega en la Primera "A" de la Asociación Chuquisaqueña de Fútbol.
A nivel nacional el Stormers es el 6° equipo más antiguo, y el primer equipo que fue fundado en el departamento de Chuquisaca.
Participó en Primera División en tres etapas: 1969-1974; 1977-1980 y 1995-1996.
Disputa el «Clásico Chuquisaqueño» contra Independiente Petrolero, además mantiene una fuerte rivalidad de carácter histórico con Junín.

## Historia

### Fundación

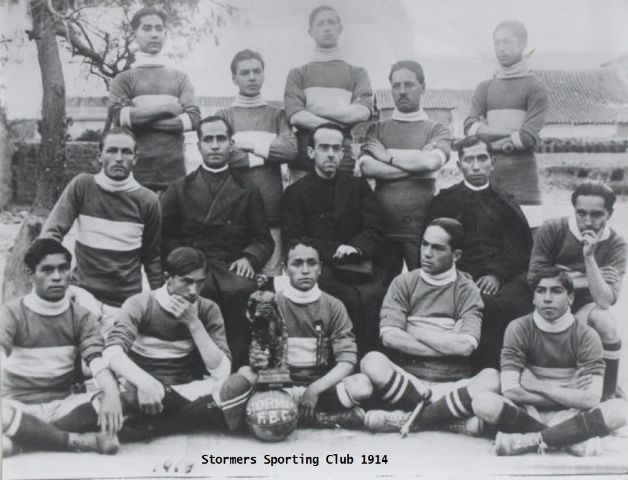
Primera foto del equipo de Stormers Sporting Club, cuando recién se fundó en 1914, conformado por estudiantes del Colegio del Sagrado Corazón. El club usaba su primera camiseta: fondo azul con una franja horizontal blanca.

El auge desatado por el fútbol entre las colonias británica y española fue expandiéndose con rapidez entre la sociedad capitalina; en poco tiempo, las escuelas particulares de Bolivia adoptaron el fútbol como el deporte de moda.
El 25 de enero de 1914 en los patios del colegio Sagrado Corazón fue fundado el Stormers Sporting Club por el entusiasmo de sacerdotes, profesores y alumnos, motivados por la novedad llamada fútbol, que se instauró en Bolivia por los años 1905 y 1909, siendo así el primer equipo que se fundó en el departamento de Chuquisaca y uno de los más antiguos del país.
El decano del fútbol chuquisaqueño fue creado por un puñado de dirigentes visionarios y el empresario privado, Ido Trento Civardi Ferrari, quien fue su impulsor infatigable del decano del fútbol chuquisaqueño.
Civardi Ferrari fue el primer dirigente que entregó su corazón, tiempo y dinero al decano, no fue mera casualidad su aporte fue valioso y dio todo su esfuerzo en favor del club.
Junto a Ferrari, estuvo una gran generación como Juan Pórcel, Juan Téllez, René Cabezas, Wálter Sernich, Joaquín Pedraza, Julio Gorena, Eduardo Flores, Fernando Lora, Armando Lara, Manuel Molina, Domingo Linale, el hincha Johnny Mejías y otros que contribuyeron para que el Stormers se junte con los clubes grandes de Bolivia.
Stormers fue la figura dominante del fútbol amateur de Chuquisaca y tuvo muchas participaciones en el torneo nacional organizado por la Federación Boliviana de Fútbol, forjando durante mediados del siglo XX su rivalidad con el Club Junín.
En 1949, Stormers participó en el torneo de Bodas de Plata de la AFC, juntó a Litoral de La Paz que fue el campeón, Veltzé subcampeón y Oruro Royal.
Entre 1969 y 1974 participó en el Campeonato Nacional. Donde su mejor participación ocurrió en el torneo de 1971 dónde alcanzó la fase final.

### Liga profesional
En 1977 el club bajó la presidencia de José Lara se constituyó en uno de los fundadores de la Liga del Fútbol Profesional Boliviano, siendo el único y primer equipo de Sucre en volverse profesional, sin obtener mucho éxito el equipo jugó durante 4 temporadas en primera división y descendió en 1980.
Jugadores como Juan Carlos Sánchez, Adolfo Flores, Juan Carlos Camargo, Jimmy Lima, José Vigo, Marco Pereyra, Daniel Veizaga, Jorge Araneda, Johnny Antelo y Emilio “Chapaco” Ortega fueron parte del plantel destacado en los años 70.
En 1993 obtiene el subcampeonato local, clasificándose a la Copa Simón Bolívar aunque fue eliminado por Estudiantes Frontanilla.

### Retorno (1994)
En 1994 el club ganó la Copa Simón Bolívar luego de enfrentarse y derrotar en la final a Always Ready. El partido de ida se produjo el 3 de diciembre en La Paz y lo ganó el local por el marcador de 3:0. El partido de vuelta se disputó la jornada del miércoles 7 de diciembre en Sucre. La expectativa de que Stormers vuelva a la liga fue tal que el Estadio estuvo repleto ante más de 30 000 aficionados.
El Estadio Patria vibró con el 5:0 conseguido por Stormers, en el global 5:3 y el ansiado retorno a la Liga luego de 14 años de ausencia.
Jugadores como Juan Pablo Flores, Ricardo Arancibia, Henry Coronado, Misael Villaroel, Carlos Salvatierra, Germán Aguilera, Leo de Oliveira, Vladimir Carballo, Jorge Suárez dirigidos por Jorge Araneda fueron artificies de este éxito.
Los periódicos de aquel entonces reflejaban el retorno del equipo: El Stormers el equipo más popular de Sucre, reverdecio sus viejos laureles al coronarse campeón de la Copa Simón Bolívar y ganar automáticamente una plaza a la Liga del Fútbol Profesional Boliviano tras conseguir esta noche una verdadera hazaña con una victoria 5-0 ante el Always Ready"
Por primera vez Sucre tenía dos equipos en el fútbol profesional (junto a Independiente Petrolero), sin embargo el club descendió al final de la temporada de 1996 y se ha mantenido desde ese entonces en la Primera División de Chuquisaca obteniendo 2 títulos desde entonces y participando 6 veces en la Copa Simón Bolívar (Nacional B) aunque sin fortuna.

## Símbolos del club

### Historia y evolución del escudo
El escudo de Stormers ha mantenido su forma y color desde su creación, a lo largo de su historia se fueron agregando pequeñas variaciones para modernizar su imagen.
A continuación se muestra el listado de los logos que ha tenido el club a lo largo de su historia:
|           |
| 1950-1969 |

|           |
| 1970-2017 |

### Mascota

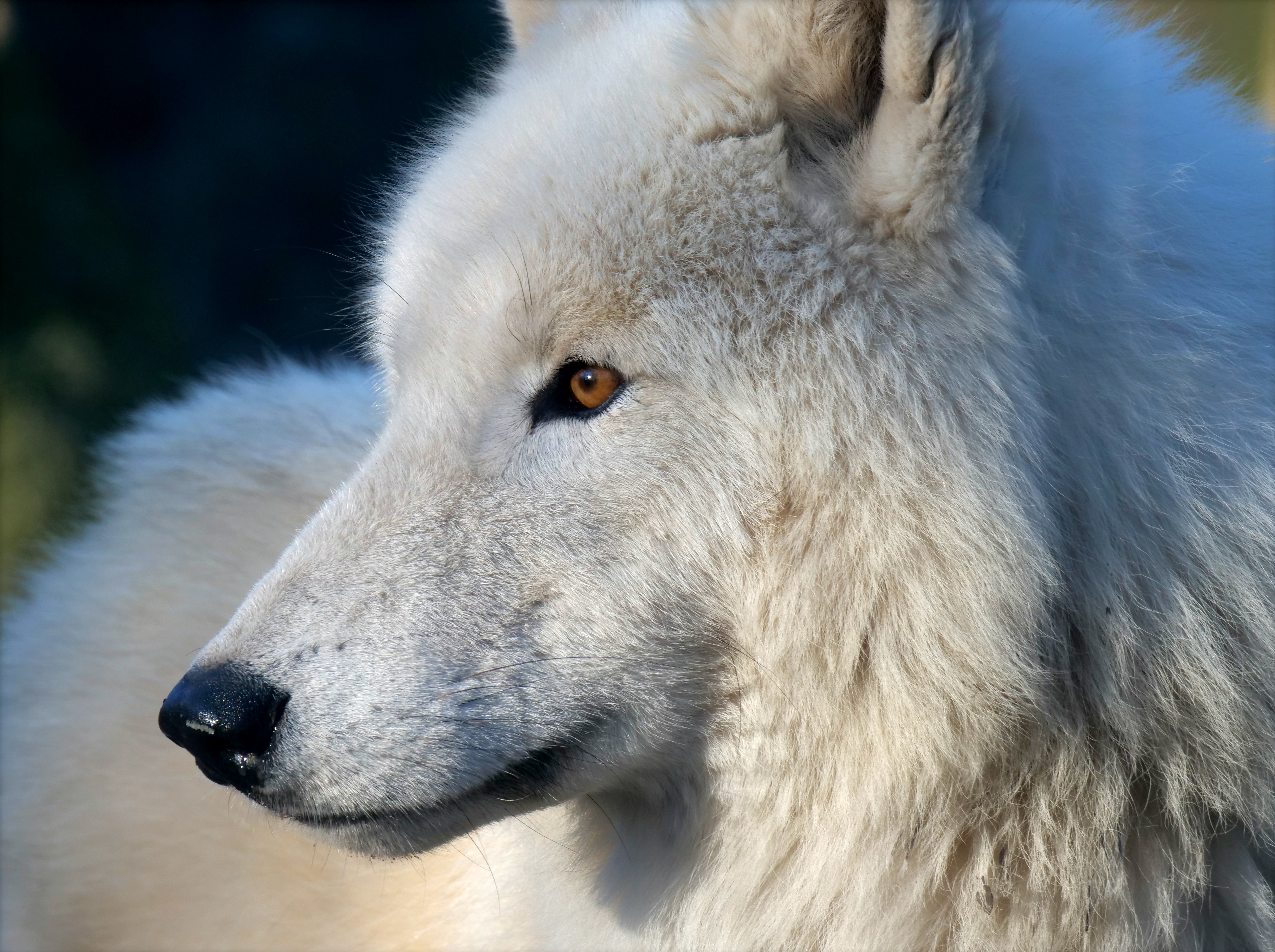
El Lobo símbolo del club en la actualidad

La mascota del club está representada por un Lobo de nombre «Stuhi», que en albanés significa «Tormenta». Es en homenaje al fundador de la compañía de Jesús, San Ignacio de Loyola, que se asume al lobo como símbolo del club y que representa los valores del mismo.

### Apodos
El club posee varios apodos, algunos de ellos son:
- Rayo: Este apodo es dado debido a que en el escudo del club se muestra la imagen de un Rayo.

- Lobo: Este apodo fue dado debido a su origen en los patios del Colegio Sagrado Corazón, ya que al ser un establecimiento educativo que pertenece a la compañía de Jesús, como todos los colegios jesuitas adquirió en su emblema oficial un símbolo que forma parte del escudo heráldico de la familia de San Ignacio de Loyola. El escudo de la familia de Loyola está compuesto por Llares (Cadena), dos lobos rampantes y una olla. Es en homenaje al fundador de la compañía de Jesús, San Ignacio que se asume al lobo como símbolo del club.

- La Tormenta: Fue atribuido debido a que el nombre de equipo (Stormers) en español significa «Tormenta».

- Decano del fútbol Sucrense: El apodo de "Decano" fue dado debido a que cuando lo bautizaron, Stormers fue el primer club de fútbol fundado en Chuquisaca.

## Indumentaria
La indumentaria titular histórica usada por el club consta de camiseta azul con una franja blanca, pantalón blanco y medias blancas, la cual ha sufrido diferentes cambios de diseños, pero la franja blanca siempre está presente en la camiseta.

### Uniforme actual
- Uniforme titular: Camiseta azul, pantalón blanco y medias azules.
- Uniforme alternativo: Camiseta blanca, pantalón blanco y medias azules.

| Titular | Visitante |

## Instalaciones

### Estadio
Stormers disputa sus encuentros como local en el Olímpico Patria, el cual tiene capacidad para 32.700 espectadores.
El escenario fue inaugurado el año 1992 con tres tribunas: Preferencia, General y Curva Norte, además de una pista atlética de tartán de 8 carriles siendo completado 4 años después con la construcción de la curva sur en ocasión de la realización de la Copa América 1997 que tuvo a la ciudad de Sucre como sede de uno de los grupos del torneo.
En octubre de 2011, el Estadio se benefició con la instalación de un moderno e imponente tablero electrónico, el segundo más grande de Bolivia.

Panorámica interior del estadio.

## Datos del club
- Puesto en la clasificación histórica de la Primera División: 29º
- Temporadas en Primera División: 12 (1969-1974, 1977-1980; 1995-1996).
- Primer partido en LFPB: 0 - 2 contra Independiente Unificada (22 de septiembre de 1977).

### Ascensos y descensos
- 1994:  Ascenso de la Copa Simón Bolívar a la Primera División de Bolivia.
- 1996:  Descenso de la Primera División de Bolivia a la Asociación Chuquisaqueña de Fútbol.

### Estadísticas

#### Campeonato Nacional (1960-1976)
| Primera División         | Primera División | Primera División | Primera División | Primera División | Primera División | Primera División | Primera División | Primera División | Primera División | Primera División |
| Torneo                   | Posición         | PJ               | PG               | PE               | PP               | GF               | GC               | Dif              | Pts.             |                  |
| ------------------------ | ---------------- | ---------------- | ---------------- | ---------------- | ---------------- | ---------------- | ---------------- | ---------------- | ---------------- | ---------------- |
| Campeonato Nacional 1969 | 4° grupo C       | 6                | 2                | 0                | 4                | 7                | 16               | -4               | 4                |                  |
| Campeonato Nacional 1970 | 4° grupo C       | 6                | 1                | 1                | 4                | 8                | 16               | -8               | 3                |                  |
| Campeonato Nacional 1971 | 7° Fase final    | 18               | 5                | 4                | 9                | 23               | 32               | -9               | 14               |                  |
| Campeonato Nacional 1972 | 4° grupo C       | 6                | 0                | 3                | 3                | 5                | 11               | -6               | 3                |                  |
| Campeonato Nacional 1973 | 4° grupo A       | 10               | 5                | 1                | 4                | 17               | 17               | 0                | 11               |                  |
| Campeonato Nacional 1974 | 3° grupo A       | 10               | 2                | 1                | 7                | 11               | 20               | -9               | 5                |                  |
| Total                    | -                | 56               | 15               | 10               | 31               | 71               | 112              | -41              | 40               |                  |

     Campeón.
    Subcampeón.
    Tercer Lugar.
     Ascenso.
     Descenso.

#### Liga del Fútbol Profesional Boliviano (1977-2017)
| Primera División         | Primera División | Primera División | Primera División | Primera División | Primera División | Primera División | Primera División | Primera División | Primera División | Primera División |
| Torneo                   | Posición         | PJ               | PG               | PE               | PP               | GF               | GC               | Dif              | Pts.             |                  |
| ------------------------ | ---------------- | ---------------- | ---------------- | ---------------- | ---------------- | ---------------- | ---------------- | ---------------- | ---------------- | ---------------- |
| Campeonato Nacional 1977 | 8° grupo A       | 14               | 0                | 4                | 10               | 13               | 41               | -28              | 4                |                  |
| Campeonato Nacional 1978 | 6° grupo A       | 16               | 4                | 5                | 7                | 19               | 22               | -3               | 13               |                  |
| Campeonato Nacional 1979 | 6° grupo B       | 14               | 4                | 2                | 8                | 14               | 41               | -27              | 10               |                  |
| Campeonato Nacional 1980 | 14°              | 26               | 2                | 2                | 22               | 20               | 103              | -83              | 6                |                  |
| Apertura 1995            | 3° grupo B       | 14               | 5                | 3                | 6                | 15               | 19               | -4               | 18               |                  |
| Clausura 1995            | 5° grupo A       | 14               | 4                | 4                | 6                | 17               | 18               | -1               | 16               |                  |
| Apertura 1996            | 5° grupo B       | 14               | 3                | 5                | 6                | 21               | 30               | -9               | 14               |                  |
| Clausura 1996            | 6° grupo B       | 12               | 3                | 3                | 6                | 16               | 24               | -8               | 12               |                  |
| Total                    | -                | 124              | 25               | 28               | 71               | 135              | 298              | -163             | 93               |                  |

     Campeón.
    Subcampeón.
    Tercer Lugar.
     Ascenso.
     Descenso.

## Palmarés

### Torneos nacionales
| Competición nacional   | Títulos | Subcampeonatos |
| ---------------------- | ------- | -------------- |
| Copa Simón Bolívar (1) | 1994.   |                |

### Torneos regionales
| Competición regional     | Títulos           | Subcampeonatos                                           |
| ------------------------ | ----------------- | -------------------------------------------------------- |
| Primera "A" (ACHF) (3/8) | 1998, 2000, 2024. | 1990, 1993, 1994, 2003, 2008, 2013/14, 2015/16, 2018/19. |

## Jugadores

### Altas y bajas 2024
| Altas               |               |              |       |
| Futbolista          | Posición      | Procedencia  | Tipo  |
| Primer Semestre     |               |              |       |
| Víctor Vera Serrudo | Entrenador    | Agente libre | Libre |
| Amed Ortega         | Volante       | libre        | Libre |
| Jhonny Leaños       | Mediocampista | Real Potosí  | Libre |

### Mayores goleadores en Primera División
| Goles | Goles         | Goles | Goles |
| ----- | ------------- | ----- | ----- |
| 1     | Adolfo Flores | 21    |       |
| 2     | Sérgio João   | 17    |       |
| 3     | Jorge Suárez  | 14    |       |

## Entrenadores

### Técnicos campeones
| Entrenador          | Detalle                       | Título(s) |
| ------------------- | ----------------------------- | --------- |
| Jorge Araneda       | Copa Simón Bolívar 1994       | 1         |
| Alberto Illanes     | Campeonato chuquisaqueño 2000 | 1         |
| Víctor Vera Serrudo | Campeonato chuquisaqueño 2023 | 1         |

### Cronología
- Vicente Díaz (1972)
- Moises Gutierrez Peralta (1974)
- Juan Napoleón Risso (1978)
- Jorge Araneda (1994-1995)
- Juan Farías (1995)
- Alberto Illanes (2000)
- Jorge Araneda (2010)
- Dailer Gutiérrez (2011-19)
- Ezequiel Rodríguez (2020)
- Raúl Abdala (2021)
- Víctor Vera Serrudo  (2024-Act.)

## Afición
El Stormers Sporting Club figura como el equipo de mayor tradición y uno de los equipos con mayor cantidad de simpatizantes en todo el departamento de Chuquisaca.
Debido a que fue fundador de la liga y el primer equipo Chuquisaqueño que jugó en esta, el club ganó una gran cantidad de simpatizantes y se convirtió durante muchos años en el club más popular de Chuquisaca. Pero debido al descenso, el equipo registro una decadencia importante, esto evidentemente afecto a la afición del Stormers.

### Barras organizadas
La «Jauría» es el nombre de la Barra brava oficial del club. Fue fundada luego del ascenso del club el año 1994, por un grupo de aficionados que poco a poco comenzaron a organizarse dando nacimiento a esta barra primero con el nombre de la «Barra Loca».
El 2 de abril de 2016 comenzó con el nombre la «Banda del Tronador», luego como se impuso al Lobo como emblema del club se adopta el nombre de «La Jauría», este grupo de animación desde un inicio demostraron su amor hacia al Club, se ubican en la tribuna de preferencia del Estadio Olímpico Patria y se caracterizan por su aliento incondicional al equipo.

## Rivalidades

### Clásico Capitalino
El  denominado «Clásico Chuquisaqueño» es el partido que enfrenta a Stormers con Independiente Petrolero. La rivalidad comenzó en la década del 90 debido a que ambos clubes representaban al departamento de Chuquisaca en la liga profesional y se enfrentaron en varias ocasiones, como resultado se creó una rivalidad marcada hasta el día de hoy.
El primer partido entre ambos en la liga se produjo el 26 de marzo de 1995 y lo ganó Stormers por 2 a 1.
En total se han enfrentado en 12 ocasiones en la liga profesional con 3 victorias para Stormers; 8 empates y una victoria para Independiente. Se han marcado un total de 28 goles de los cuales 16 los marcó Stormers y 12 Independiente. El resultado más frecuente fue de 1:1 que se produjo en cinco partidos.

### Clásico de Antaño
El antiguo Clásico Chuquisaqueño se disputaba con el Club Junín. El cual es un rival histórico del club y los partidos que disputa con este aún son considerados como clásicos.